# Zach Gowen
Zachary Mark Gowen, meglio conosciuto con il ring-name di Zach Gowen (Ypsilanti, 30 marzo 1983), è un wrestler statunitense noto per i suoi trascorsi nella World Wrestling Entertainment tra il 2003 e il 2004.

## Biografia
All'età di otto anni subì l'amputazione della gamba sinistra a causa di un tumore maligno; per questo motivo utilizza regolarmente una protesi, con la quale riesce a camminare e lottare, benché nella maggior parte dei casi preferisca prendere parte ai match senza di essa.
Tra il 2004 e il 2007 ha studiato matematica alla Eastern Michigan University di Ypsilanti (Michigan).

## Carriera
Nonostante la sua particolare condizione fisica, fece il suo debutto nel mondo del wrestling a fine 2002, lottando nella Total Nonstop Action Wrestling con il ring name Tenacious Z; pochi mesi dopo passò alla World Wrestling Entertainment, dove cambiò nome in Zach Gowen e iniziò una lunga faida con Vince McMahon e il suo assistito Brock Lesnar. Il 4 febbraio 2004 fu licenziato e fece ritorno in TNA.
A partire dal 2007 iniziò ad apparire in varie federazioni indipendenti della zona di Detroit.

## Personaggio

### Mosse finali
- Moonsault

## Titoli e riconoscimenti
- 3XWrestling
  - 3XW Heavyweight Championship (1)
- All American Wrestling
  - AAW Tag Team Championship (1) – con Krotch
- Blue Water Championship Wrestling
  - BWCW Heavyweight Championship (1)
- CLASH Wrestling
  - CLASH Tag Team Championship (1)[1] – con Gregory Iron
- Cleveland All-Pro Wrestling
  - CAPW Junior Heavyweight Championship (1)[2]
- Independent Wrestling Revolution
  - IWR King of the Indies Championship (1)
  - IWR Tag Team Championships (1) – con Kamikaze
- Michigan Championship Wrestling Association
  - MCWA Heavyweight Championship (1)
- Mid American Wrestling
  - MAW Tag Team Championships (1) – con Silas Young
- Mr. Chainsaw Productions Wrestling
  - MCPW Tag Team Championship (1)[3] – con Gregory Iron
- Prime Wrestling
  - Prime Tag Team Championship (2) – con Gregory Iron
- Pro Wrestling All-Stars Of Detroit
  - PWASD Tag Team Championship (1)[4] – con Gregory Iron
- Pro Wrestling Illustrated
  - Most Inspirational Wrestler of the Year (2003)[5]
  - Rookie of the Year (2003)
- Pro Wrestling Syndicate
  - PWS Tag Team Championship (1)[6] – con Gregory Iron
- Pure Pro-Wrestling
  - PPW Michigan State Championship (1)[7]
- Xtreme Intense Championship Wrestling
  - XICW Light Heavyweight Championship (3)[8]
  - XICW Tag Team Championship (1 time)[9] – con Jaimy Coxxx
  - XICW Xtreme Intense Championship (1)[10]
  - Downriver Championship (1)